# Bride Hard
Bride Hard es una película de comedia y acción estadounidense de 2025 dirigida por Simon West y escrita por Shaina Steinberg, a partir de una historia de Steinberg y CeCe Pleasants. Está protagonizada por Rebel Wilson, Anna Camp, Anna Chlumsky, Da'Vine Joy Randolph, Gigi Zumbado, Stephen Dorff y Justin Hartley. La película recibió reseñas generalmente negativas por parte de los críticos.

## Sinopsis
Una agente secreta sirve como dama de honor en la lujosa boda de su mejor amiga de la infancia, quien es tomada como rehén por mercenarios.

## Reparto
- Rebel Wilson como Sam
- Anna Camp como Betsy
- Anna Chlumsky como Virginia
- Da'Vine Joy Randolph como Lydia
- Gigi Zumbado como Zoe
- Stephen Dorff como Kurt
- Justin Hartley como Chris
- Sam Huntington como Ryan
- Sherry Cola como Nadine
- Michael O'Neill como Frank
- Jeff Chase como Magnus
- Craig Anton como Mark
- Colleen Camp como Diane

## Producción
El 9 de mayo de 2023, se informó que Rebel Wilson protagonizaría la película de comedia de acción Bride Hard, dirigida por Simon West. El guion fue escrito por Shaina Steinberg, basado en una historia de Steinberg y CeCe Pleasants Adams. Joel David Moore, Max Osswald, Cassian Elwes y Colleen Camp son los productores. En agosto, se informó que Anna Camp, Justin Hartley, Da'Vine Joy Randolph, Anna Chlumsky, Stephen Dorff, Gigi Zumbado, Sam Huntington, Sherry Cola y Michael O'Neill se habían unido al elenco.
La película recibió un acuerdo provisional de SAG-AFTRA debido a la huelga del sindicato en ese momento.
La fotografía principal comenzó en julio de 2023 en Savannah, Georgia, y finalizó en agosto. Mientras filmaba una escena de pelea, Wilson fue golpeada accidentalmente en la cara con la culata de una pistola, lo que requirió puntos de sutura.

### Música
La banda sonora de la película está compuesta por Ryan Shore. La canción principal "Butterfly" fue escrita y compuesta para la película por Yoshiki e interpretada por Bi-ray.

## Estreno
En septiembre de 2023, Signature Entertainment adquirió los derechos de distribución de la película en el Reino Unido e Irlanda. En enero de 2025, Magenta Light Studios adquirió los derechos de distribución en Estados Unidos, con un estreno amplio en salas planeado para más adelante ese mismo año. La película se estrenó el 20 de junio de 2025.